# Uraeginthus
Uraeginthus is een geslacht van zangvogels uit de familie prachtvinken (Estrildidae).

## Soorten
Het geslacht kent de volgende soorten:
- Uraeginthus angolensis  – Angolees blauwfazantje
- Uraeginthus bengalus  – Blauwfazantje
- Uraeginthus cyanocephalus  – Blauwkopastrild